# Bakcsar (folyó)
A Bakcsar (oroszul: Бакчар) folyó Oroszország ázsiai részén, a Tomszki területen. A Csaja jobb oldali forrásága (a bal oldali forráság a Parbig).

## Földrajz
Hossza: 348 km, vízgyűjtő területe: 7310 km².
A Novoszibirszki terület határa közelében ered és a Tomszki területen, a nagy Vaszjugan-mocsár vidékén folyik észak felé. Uszty-Bakcsar falunál egyesül a Parbiggal.
Síkvidéki folyó, tavaszi árvize hosszú ideig elhúzódik.